# Cyrtodactylus agusanensis
Cyrtodactylus agusanensis este o specie de șopârle din genul Cyrtodactylus, familia Gekkonidae, ordinul Squamata, descrisă de Taylor 1915. A fost clasificată de IUCN ca specie cu risc scăzut. Conform Catalogue of Life specia Cyrtodactylus agusanensis nu are subspecii cunoscute.